# Kamiseta Pyta'i
Kamiseta Pyta'i es un largometraje inédito de la ciudad de Coronel Oviedo grabado en la misma ciudad, Paraguay, bajo la dirección de Hérib Godoy.
Esta película fue realizada, en formato video Mini DV, antes que Latas Vacías (2014), y se ambienta en la Guerra de la Triple Alianza (1864-1870).

## Sinopsis
La historia se relata desde la perspectiva de un soldado atrapado en las sombras de la guerra, además demostrar que es factible realizar producciones de buena calidad en el interior del país, incluso sin contar con demasiados recursos económicos, si con ingenio y voluntad.

## Producción
El proyecto del primer largometraje ovetense comenzó en el año 2010, tras un proceso iniciado por jóvenes reunidos en la Sociedad Cultural desde el año 2004, que venían haciendo varios cortometrajes galardonados, entre ellos "Guerra re" (2006) y "El chasqui" (2009).
La idea era lanzar la película en el año 2011, en el marco de los festejos del Bicentenario de la Independencia del Paraguay. Sin embargo, faltaba la filmación de una escena bélica importante, que retrasó su producción; y con la llegada de cámaras digitales, y el éxito nacional de "7 cajas", Kamiseta Pyta'i fue guardada, y en su lugar comenzó la producción de "Latas Vacías", en octubre de 2012, a partir de los relatos de los cortos "Cuentas" (2010) y "Pescadape" (2011).
"Kamiseta Pyta'i" cuenta con el director Hérib Godoy, el coguionista Néstor Amarilla Ojeda, el productor Miguel 'Kavi' Rodríguez, y el protagonista Aníbal Ortiz (actor de los cortos "Cuentas" y "Pescadape"), el mismo equipo ovetense que luego realizó "Latas Vacías", estrenada en Asunción, en septiembre de 2014. La película, de 90 minutos de duración, está filmada en idioma guaraní.
Las escenas de "Kamiseta Pyta'i" fueron filmadas casi en su totalidad en diferentes compañías del Distrito de Coronel Oviedo, tales como Juan Latín, Tacua Corá, San Antonio, Ovando y Coronel Oviedo. Es preciso mencionar que ésta es la primera iniciativa con estas características, surgida en el seno de la ciudad de Coronel Oviedo y con ella se pretende reflejar el contexto en el cual se desarrolló la Guerra de la Triple Alianza.